# قریه شرف (قوچان)
قریه شرف یک روستا در ایران است که در استان خراسان رضوی واقع شده‌است. قریه شرف ۳۲۰ نفر جمعیت دارد.